# LIVE MONSTER
『LIVE MONSTER』（ライブモンスター）は、2013年4月8日から2015年3月29日まで日本テレビ系列で毎週放送されていた音楽番組。通常時の放送日時は毎週日曜日23:30 - 23:55
当記事では日テレプラスで放送されている『LIVE MONSTER プラス』（ライブモンスター プラス）についても記述する。

## 概要
「ライブでしか味わえないMONSTER達による極上のパフォーマンスを届ける」ことをコンセプトにした音楽番組。
番組開始当初は、前番組の『Music Lovers』と同様に赤坂泰彦がナビゲーターを務め、毎回アーティストにゆかりのあるゲストが出演していた。
2013年9月29日放送分を以て赤坂泰彦が降板し、翌週の10月6日放送分からは中村正人（DREAMS COME TRUE）が司会を担当していた。
2014年4月から月曜日22:00 - 23:00に日テレプラスにて地上波未放送分のトークやライブを織り交ぜた『LIVE MONSTER プラス』が放送開始された。
2015年3月29日まで日曜日22:56 - 23:26に放送されている『ダウンタウンのガキの使いやあらへんで!!』が枠移動することに加えローカルセールス枠移行に伴い、本番組は同月29日を以って終了した。なお、同局の日曜日の音楽番組としては、2015年4月12日から毎週日曜日17:00 - 17:25に『キャラオケ18番』が放送される（ただし、ローカルセールス枠での放送）。

## 出演者
MC
- 中村正人（DREAMS COME TRUE、2013年10月6日 - 2015年3月29日）

演奏
- FUZZY CONTROL（2013年10月6日 - 2015年3月29日）

ナレーター
- 藤田琢己

### 過去の出演者
ナビゲーター
- 赤坂泰彦（2013年4月8日 - 9月29日）前番組から続投。

## スタッフ
- 構成：石原健次、舘川範雄、藤井靖大
- TM：今村公威
- SW：安藤康一
- カメラ：蔦佳樹
- 音声：村上正、川合亮
- 照明：谷田部恵美
- VE：鈴木昭博
- 美術：大川明子
- デザイン：栗原純二、平岡真穂
- 大道具：才原裕二
- 小道具：伊沢英樹
- 電飾：西本敬
- 特効：内山栄一
- 技術協力：日テレ・テクニカル・リソーシズ
- 美術協力：日テレアート
- 編集：北代昇司
- MA：赤羽充
- TK：桜井えみこ
- 音効：岡崎宏
- スタイリスト：井上理愛
- タイトルデザイン：EDP
- 音楽コーディネーター：本橋武夫
- デスク：小原麻実
- AP：藤野はるか
- AD：前田大輔、堀佑斗、松本匡貴、山下達磨、岡史哲
- ディレクター：橋村和幸、阿部聡、久保田克重、花蔭篤、星野克己、新井章司
- 演出：利根川広毅（以前はディレクター）
- プロデューサー：前田直敬、吉田一浩、黒岩敏一、森下典子、高尾あずみ（森下・高尾→以前はAP）
- 統括プロデューサー：高谷和男（以前はプロデューサー）
- チーフプロデューサー：加藤幸二郎
- 企画協力：株式会社ディーシーティーエンタテインメント
- 制作協力：エムファーム、ゴッドキッズ
- 製作著作：日本テレビ

### 過去のスタッフ
- TM：古川誠一
- 音声：原秀彰
- 美術：林健一
- スタイリスト：倉科裕子
- 編成：渡瀬慶吾、久保真一郎
- 営業：中山大輔、末岡寛雄
- 広報：永井晶子
- ディレクター：久木野大、井上尚也
- プロデューサー：今井康則
- 演出・プロデューサー：江成真二
- チーフプロデューサー：藤井淳

## ネット局
| 放送対象地域   | 放送局                       | 系列                                         | 放送日時             |
| -------------- | ---------------------------- | -------------------------------------------- | -------------------- |
| 関東広域圏     | 日本テレビ（NTV） 【制作局】 | 日本テレビ系列                               | 日曜日 23:30 - 23:55 |
| 北海道         | 札幌テレビ（STV）            | 日本テレビ系列                               | 日曜日 23:30 - 23:55 |
| 青森県         | 青森放送（RAB）              | 日本テレビ系列                               | 日曜日 23:30 - 23:55 |
| 岩手県         | テレビ岩手（TVI）            | 日本テレビ系列                               | 日曜日 23:30 - 23:55 |
| 宮城県         | ミヤギテレビ（MMT）          | 日本テレビ系列                               | 日曜日 23:30 - 23:55 |
| 秋田県         | 秋田放送（ABS）              | 日本テレビ系列                               | 日曜日 23:30 - 23:55 |
| 山形県         | 山形放送（YBC）              | 日本テレビ系列                               | 日曜日 23:30 - 23:55 |
| 福島県         | 福島中央テレビ（FCT）        | 日本テレビ系列                               | 日曜日 23:30 - 23:55 |
| 山梨県         | 山梨放送（YBS）              | 日本テレビ系列                               | 日曜日 23:30 - 23:55 |
| 新潟県         | テレビ新潟（TeNY）           | 日本テレビ系列                               | 日曜日 23:30 - 23:55 |
| 長野県         | テレビ信州（TSB）            | 日本テレビ系列                               | 日曜日 23:30 - 23:55 |
| 静岡県         | 静岡第一テレビ（SDT）        | 日本テレビ系列                               | 日曜日 23:30 - 23:55 |
| 富山県         | 北日本放送（KNB）            | 日本テレビ系列                               | 日曜日 23:30 - 23:55 |
| 石川県         | テレビ金沢（KTK）            | 日本テレビ系列                               | 日曜日 23:30 - 23:55 |
| 福井県         | 福井放送（FBC）              | 日本テレビ系列                               | 日曜日 23:30 - 23:55 |
| 中京広域圏     | 中京テレビ（CTV）            | 日本テレビ系列                               | 日曜日 23:30 - 23:55 |
| 近畿広域圏     | 読売テレビ（ytv）            | 日本テレビ系列                               | 日曜日 23:30 - 23:55 |
| 鳥取県・島根県 | 日本海テレビ（NKT）          | 日本テレビ系列                               | 日曜日 23:30 - 23:55 |
| 広島県         | 広島テレビ（HTV）            | 日本テレビ系列                               | 日曜日 23:30 - 23:55 |
| 山口県         | 山口放送（KRY）              | 日本テレビ系列                               | 日曜日 23:30 - 23:55 |
| 徳島県         | 四国放送（JRT）              | 日本テレビ系列                               | 日曜日 23:30 - 23:55 |
| 香川県・岡山県 | 西日本放送（RNC）            | 日本テレビ系列                               | 日曜日 23:30 - 23:55 |
| 愛媛県         | 南海放送（RNB）              | 日本テレビ系列                               | 日曜日 23:30 - 23:55 |
| 高知県         | 高知放送（RKC）              | 日本テレビ系列                               | 日曜日 23:30 - 23:55 |
| 福岡県         | 福岡放送（FBS）              | 日本テレビ系列                               | 日曜日 23:30 - 23:55 |
| 長崎県         | 長崎国際テレビ（NIB）        | 日本テレビ系列                               | 日曜日 23:30 - 23:55 |
| 熊本県         | くまもと県民テレビ（KKT）    | 日本テレビ系列                               | 日曜日 23:30 - 23:55 |
| 大分県         | テレビ大分（TOS）            | 日本テレビ系列 フジテレビ系列                | 日曜日 23:30 - 23:55 |
| 宮崎県         | テレビ宮崎（UMK）            | フジテレビ系列 日本テレビ系列 テレビ朝日系列 | 日曜日 23:30 - 23:55 |
| 鹿児島県       | 鹿児島読売テレビ（KYT）      | 日本テレビ系列                               | 日曜日 23:30 - 23:55 |